# 資格☆はばたく
資格☆はばたく（しかく・はばたく）は、NHK教育テレビ（Eテレ）で2011年3月30日（3月31日未明）から2012年3月28日（3月29日未明）まで放送された教養・情報番組である。

## 概要
近年就職活動にあたり、その専門分野に特化した検定・資格試験を受講する若者が増加する傾向にある。その資格・検定について毎月1つ・4回に分けて取り上げ、その資格・検定の魅力やそれに必要な知識、情報、合格に到るまでの費用や実際の仕事など、「憧れている自分」を見つけ出す「資格情報番組」である。
番組と連動し、NHK出版よりテキストも発売されている。
2012年3月21日／26日（再放送）の放送を以て、終了した。

## 放送日時
- 初回放送：毎週水曜日深夜（木曜日未明）24時から24時25分
- 再放送（いずれも放送された次週）：
  - 月曜日深夜（火曜日未明）24時25分から24時50分
  - 火曜日早朝5時35分から6時

## 出演
- 進行：一柳亜矢子（NHKアナウンサー）
  - 進行代役：内藤裕子（NHKアナウンサー）…（一柳アナの代役として、10月・産業カウンセラーの回、後半のみ担当）
- 講師：その業種・資格に詳しい専門家
- ゲスト：毎回、タレント2名が生徒役として出演する
- リポーター：福島和可菜、田代さやか …（隔月にリポートを担当）
- ナレーション：服部伴蔵門

## 取り上げる資格

### 2011年
- 4月　ファイナンシャルプランナー（講師・平下淳、ゲスト生徒・有吉弘行<タレント>、指原莉乃<AKB48メンバー・タレント>、リポーター・福島和可菜<タレント>）
- 5月　ケアマネージャー（講師・高野龍昭、ゲスト生徒・榊原郁恵<女優・タレント>、石原あつ美<タレント>、リポーター・田代さやか<タレント・グラビアアイドル>）
- 6月　旅行業務取扱管理者（講師・原田圭子、ゲスト生徒・ユージ<タレント>、福田彩乃<タレント>、リポーター・福島和可菜、福島舞<タレント>）
- 7月　日本語教育能力検定試験（講師・世良時子、ゲスト生徒・パトリック・ハーラン<タレント>、伊藤えみ<タレント>、リポーター・田代さやか<タレント・グラビアアイドル>）
- 8月　消費生活アドバイザー（講師・近藤康子、ゲスト生徒・北沢豪<サッカー解説者>、手島優<タレント・グラビアアイドル>、リポーター・福島和可菜<タレント>）
- 9月　カラーコーディネーター（講師・大澤かほる、ゲスト生徒・小椋ケンイチ<ヘアメイクアップアーティスト>、酒井彩名<女優>、リポーター・田代さやか<タレント>）
- 10月　産業カウンセラー（講師・梶原しげる<フリーアナウンサー>、ゲスト生徒・平岡祐太<俳優>、宇井愛美<モデル・タレント>、リポーター・福島和可菜<タレント>）
- 11月　秘書技能検定（講師・前田みか、ゲスト生徒・えなりかずき<俳優>、友近<お笑い芸人>、リポーター・田代さやか<タレント>）
- 12月　中小企業診断士（講師・山口正浩、ゲスト生徒・中野裕太<タレント>、川崎希<タレント・起業家。元AKB48>、リポーター・福島和可菜<タレント>）

### 2012年
- 1月　宅地建物取引士（当時は宅地建物取引主任者）（講師・中城康彦、ゲスト生徒・ユージ<タレント>、菊地亜美<タレント・アイドリング!!!>、リポーター・田代さやか<タレント>、松岡“matzz”高廣<ミュージシャン・クオシモード>）
- 2月　インテリアコーディネーター（講師・荒井詩万、ゲスト生徒・パトリック・ハーラン<タレント>、山田まりや<タレント>、リポーター・福島和可菜<タレント>）
- 3月　行政書士（講師・宇田川哲哉、ゲスト・水道橋博士<タレント>、ドキュメントFP挑戦記/挑戦者・福田萌<タレント>、橋本大地<プロレスラー>、リポーター・田代さやか<タレント>）